# Serokonverzija
Serokonverzija ali serološki preobrat je pojav, ko se v krvi okužene osebe razvijejo zaznavne količine protiteles. Protitelesa se namreč praviloma pojavijo v organizmu šele po določenem času izpostavljenosti povzročitelju določene bolezni. Po serološkem preobratu je rezultat testa, ki temelji na vezavi protiteles (na primer ELISA), pozitiven.

## HIV
Izraz serokonverzija se pogosto nanaša na testiranje oseb, okuženih z virusom HIV, na protitelesa proti temu virusu. Posredno zaznava protiteles potrdi tudi prisotnost virusa, zaradi česar se včasih izraz uporablja tudi kot sopomenka za pozitivnost na virus HIV.
Telo začne proizvajati protitelesa kmalu po okužbi z virusom HIV. Dovoljšnja količina protiteles, da jih je možno zaznati s testiranjem, se v krvi pojavi v 10 do 14 dneh po okužbi, lahko pa se to obdobje podaljša tudi do 6 mesecev. Zaradi tega relativno dolgega obdobja okna mikrobiološka diagnostika na okužbo z virusom HIV največkrat ne temelji na dokazovanju protiteles, marveč na dokazovanju antigena p24 in RNK HIV.